# Klamidioza
Klamidioza je bakterijska okužba, ki jo povzročajo bakterije iz rodu klamidij. Pri ljudeh okužbe najpogosteje povzroča Chlamydia trachomatis; posledice okužbe so vnetje oči (trahom), dihal in sečil. 
Med klamidioze spada tudi papigovka, ki jo pri ljudeh in pticah povzroča bakterija Chlamydia psittaci.

## Trahom
Trahom je kronično vnetje očesne veznice in roženice, ki jo povzroča bakterija Chlamydia trachomatis. Nezdravljen trahom vodi do slepote; trahom je glavni vzrok oslepitve v svetovnem merilu. Po podatkih Svetovne zdravstvene organizacije je zaradi trahoma v svetu oslepelo že 8 milijonov ljudi, okoli 84 milijonov ljudi pa ima trahom, ki bi ga bilo v izogib oslepitvi treba nujno zdraviti.
Trahom razsaja zlasti v revnih deželah Južne in Srednje Amerike, v Afriki in vzhodnem Sredozemlju. Glavni vzrok okužb so slabe higienske razmere zaradi pomanjkanja čiste vode in urejenih sanitarij. V Evropi se trahom pojavlja le sporadično.
Bolezen se prenaša z neposrednim stikom z obolelo osebo, z okuženimi predmeti in s piki žuželk. 

### Okužba sečil in spolovil
Tudi to vrsto okužbe povzroča C. trachomatis. Gre za zelo razširjeno spolno prenosljivo bolezen, ki pri bolnikih pogosto ostane neopažena.
Pri ženski se lahko pojavi vnetje sečnice, velike vestibularne žleze, materničnega vratu, sluznice maternice in/ali jajcevodov. Pri vnetju materničnega vratu (cervicitis) se običajno pojavi nožnični izcedek. Vnetje jajcevodov lahko povzroči neplodnost ter poveča verjetnost zunajmaternične nosečnosti. Če se vnetje razširi v malo medenico, se pojavijo tudi bolečine v spodnji trebušni votlini. Pri ženskah, okuženih s klamidijo, obstaja petkrat večja verjetnost za okužbo z virusom HIV. Okužba med nosečnostjo povečuje verjetnost prezgodnjega poroda. Med porodom se lahko z bakterijo okuži tudi novorojenec; posledici sta vnetje oči in pljučnica.
Pri okuženem moškem se lahko pojavi vnetje sečnice, obsečnice in nadmodka. Lahko se pojavi bel izcedek. Možna posledica je neplodnost.

### Diagnoza
Pri sumu na okužbo zdravnik odvzame bris ali vzorec seča. Potrditev diagnoze pomeni dokaz specifične baterijske DNK v vzorcu. Običajno pregledajo vzorec še na druge bolezni, saj klamidijo velikokrat spremljajo še druge spolno prenosljive bolezni.

## Terapija
Klamidiozo zdravijo z antibiotiki. V zdravljenju so uspešni zlasti tetraciklini, eritromicin in azitromicin. Zdraviti se mora tudi bolnikov partner.